# Жуль де Гонкур
Жуль де Гонкур (фр. Jules de Goncourt; Jules Alfred Huot de Goncourt; 17 грудня 1830, Париж — 20 червня 1870, там само) — французький письменник, який писав разом зі своїм старшим братом Едмоном. Його рання смерть в 39 років 
була внаслідок тяжкого [сифіліс]у.
Спільно з братом вони створили такі романи:
- Сестра Філомена (Sœur Philomène), 1861
- Рене Мопрен (Renée Mauperin) 1864
- Жерміні Ласерте (Germinie Lacerteux), 1865
- Манетт Соломон (Manette Salomon) 1867
- Пані Жервезе (Madame Gervaisais), 1869

Іменем братів Гонкурів названо найпрестижнішу літературну премію Франції.